# Pycnothele modesta
Pycnothele modesta là một loài nhện trong họ Nemesiidae.
Pycnothele modesta được miêu tả năm 1942 bởi Schiapelli & Gerschman.